# Lipidni metabolizam
Lipidni metabolizam je skup procesa koji učestvuju u formiranju i degradaciji lipida.
Tipovi lipida obuhvaćeni lipidnim metabolizmom su:
- Žučne kiseline
- Holesteroli
- Eikozanoidi
- Glikolipidi
- Ketonska tela
- Masne kiseline
- Fosfolipidi
- Sfingolipidi
- Steroidi
- Triacilgliceroli (masti)

## Spoljašnje veze
- Lipid+metabolism на 
- (2003) Lipidni katabolizam Архивирано на веб-сајту  (14. јун 2014)
- Sinteza i metabolizam masnih kiselina, omega-3 i omega-6 masnih kiselina, triglicerida, fosfolipida